# 오히라 미쓰요
오히라 미쓰요(일본어: 大平光代)는 일본의 변호사이자 저술가이다. 본명은 니시무라미쓰요(西村光代)이다. 1994년 10월 28일 합격전보 중에서 그러니까 당신도 살아 중 내용

## 생애
1965년 10월 18일에 일본 효고 현 니시노미야 시에서 태어났다. 중학교 시절 집단 따돌림을 당해, 자살을 기도하고 결국 학교를 자퇴해 비행청소년이 되었다. 그리고 16세에 야쿠자의 부인이 되고, 22세에 이혼했다.
그 뒤 오사카의 유흥 업소에서 호스티스로 일하다가, 우연히 아버지의 옛 친구와 만났다. 그의 권유로 오히라는 놓았던 공부를 다시 시작해서 긴키 대학 법학부의 통신 교육 과정에 입학한다.
이 대학 삼학년이 되던 해에 일 년 간의 공부로 사법 시험에 합격했다. 합격 뒤부터 비행 청소년의 재활을 위한 변호 및 지원 활동을 시작했다. 자신의 경험을 담은 자서전 '그러니까 당신도 살아'(だから、あなたも生きぬいて)는 일본에서 260만 부가 넘게 팔린 베스트셀러가 되었다. 한국에도 번역•출간되었다.
2006년에 가와시타기요시(川下清)와 재혼하여 딸을낳았으며 그후 <오늘을 산다>를 쓰기도했다.
현재는 우메다 종합법률사무소(梅田総合法律事務所) 소속 객원 변호사로일하고있다.

## 공부 방법
오히라 미쓰요가 밝힌 계획을 달성하는 방법이다.
- あれもこれも一度にしようと思わない。

이것 저것 한 번에 하려고 하지 않는다.
- したいと思うことを全部紙に書き出す。

하고 싶은 것을 모두 종이에 적는다.
- 書き出したものに優先順位をつける。

쓴 항목들에 우선 순위를 매긴다.
- いちばんしたいことが決まったら、それをするためにはどうすればよいのかを考え、紙に書き出す。

가장 하고 싶은 일이 정해지면 그것을 어떻게 달성할지 생각해서 종이에 적는다.
- それをするのに必要なものだけをそろえる。 必要なもの以外、目にはいるところには置かない。

그것을 달성하기 위해 필요한 것들만 추린다. 그리고 다른 것들이 눈에 들어오면 무시한다.
- すべてにおいて無理な計画は立てない。

너무 무리한 계획은 세우지 않는다.
무언가를 외우기 위한 요령
- 繰り返す。

반복한다.
- 関連づけて覚える。

연관을 지어서 외운다.